# Debconf
Для інформації про систему управління конфігурацією Debian, дивіться статтю debconf
Debconf — щорічна конференція, на якій розробники Debian збираються для обговорення подальшого розвитку системи.
Місцепроведення минулих та запланованих конференцій:
| DebConf0 [Архівовано 30 березня 2018 у Wayback Machine.] | 2000: | 5-9 липня          | Бордо, Франція            |
| DebConf1 [Архівовано 17 березня 2018 у Wayback Machine.] | 2001: | 2-5 липня          | Бордо, Франція            |
|                                                          | 2002: | July 5.-7.         | Торонто, Канада           |
| DebConf3 [Архівовано 7 березня 2018 у Wayback Machine.]  | 2003: | 18-20 липня        | Осло, Норвегія            |
| DebConf4 [Архівовано 28 червня 2018 у Wayback Machine.]  | 2004: | 26 травня-2 червня | Порту-Алегрі, Бразилія    |
| DebConf5 [Архівовано 15 липня 2018 у Wayback Machine.]   | 2005: | 10-17 липня        | Гельсінкі, Фінляндія      |
| DebConf6 [Архівовано 19 квітня 2018 у Wayback Machine.]  | 2006: | 14-22 травня       | Oaxtepec, Мексика         |
| DebConf7 [Архівовано 27 червня 2018 у Wayback Machine.]  | 2007: | 17-23 червня       | Единбург, Шотландія       |
| DebConf8 [Архівовано 27 червня 2018 у Wayback Machine.]  | 2008: | 2-17 серпня        | Мар-дель-Плата, Аргентина |

## Ресурси тенет
- Офіційний майданчик тенет [Архівовано 28 червня 2018 у Wayback Machine.]
- Відео архів DebConf [Архівовано 14 червня 2018 у Wayback Machine.]